# Carl and the Passions: „So Tough”
A Carl and the Passions: „So Tough” a The Beach Boys tizennyolcadik stúdiólemeze. Az album az amerikai lemezlistán csak az elenyésző 50. helyen végzett. A lemez dalait 1971 decembere és 1972 áprilisa között rögzítették.

## Az album dalai
1. „You Need a Mess of Help to Stand Alone” - 3:27
2. „Here She Comes” - 5:10
3. „He Come Down” - 4:40
4. „Marcella” - 3:54
5. „Hold On Dear Brother” - 4:43
6. „Make It Good” - 2:36
7. „All This Is That” - 4:00
8. „Cuddle Up” - 5:30

## Közreműködött
- Blondie Chaplin – gitár, basszusgitár, ének
- Ricky Fataar – dobok, ének
- Alan Jardine – ének
- Mike Love – ének
- Brian Wilson – billentyűs hangszerek, ének
- Carl Wilson – basszusgitár, gitár, billentyűs hangszerek, ének
- Dennis Wilson – billentyűs hangszerek, ének

## Külső hivatkozások
- A Rolling Stone Magazin az albumról
- Allmusic
- Az album a Beach Boys rajongói honlapján